# Nathaniel Higinbotham
Pour les articles homonymes, voir Higinbotham.
Nathaniel Higinbotham, né en 1830 dans le comté de Cavan en Irlande, et mort le 9 janvier 1911 à Guelph, est un pharmacien canadien et une personnalité politique.

## Biographie
Nathaniel Higinbotham naît en 1830 dans le comté de Cavan en Irlande et arrive au Canada en 1846, et en 1848 s'établit à Guelph comme chimiste et pharmacien .
Nathaniel Higinbotham siège au conseil municipal de Guelph, et est également maire de la ville. Il est lieutenant-colonel de la milice locale et sert pendant les raids féniens. Il représente Wellington-Nord à la Chambre des communes du Canada de 1872 à 1878 en tant que député libéral. Il est battu pour le siège fédéral en 1878 par George Alexander Drew[réf. souhaitée].
Plus tard, il est registraire pour le comté de Wellington.
En 1862, il épouse Margaret Allan. Nathaniel Higinbotham meurt à Guelph à l'âge de 81 ans.